# 마스다 준이치
마스다 준이치(増田 順一, 1968년 1월 12일~ )는 게임 개발자, 게임 음악 작곡가이다. 가나가와현 요코하마시에서 태어났다. 일본 전자 전문 학교 컴퓨터 그래픽과를 졸업하였다. 현재 게임 프리크 이사 개발 부장이다. 게임 '포켓몬스터'시리즈의 게임 개발자로 알려져 있다.

## 작품 목록
포켓몬스터 모든 작품